# Gert Wilden
Gert Wilden (nascido Gert Wychodil; Moravská Třebová, 15 de abril de 1917 — Tutzing, 10 de setembro de 2015) foi um compositor cinematográfico alemão. Desde 1956 até sua aposentadoria, ele compôs músicas para cinquenta longas-metragens em vários gêneros. No entanto, ele talvez seja mais conhecido por sua música para filmes eróticos na década de 1970, especialmente a série Schulmädchen-Report.
Wilden foi casado com a ex-atriz e cantora Trude Hofmeister. Wilden morreu em 10 de setembro de 2015, com 98 anos.

## Filmografia parcial
- Mikosch, the Pride of the Company (1958)
- Ramona (1961)
- Robert and Bertram (1961)
- Café Oriental (1962)
- The Hot Port of Hong Kong (1962)
- Holiday in St. Tropez (1964)
- Black Eagle of Santa Fe (1965)
- Hotel der toten Gäste (1965)
- Come to the Blue Adriatic (1966)
- 13 Days to Die (1965)
- Madame and Her Niece (1969)
- The Young Tigers of Hong Kong (1969)
- Schulmädchen-Report (1970)